# بیل مولوی
بیل مولوی (انگلیسی: Bill Molloy; ۲۸ اوت ۱۹۲۹ – ۱۰ ژانویهٔ ۲۰۲۰) بازیکن فوتبال اهل بریتانیا بود.
از باشگاه‌هایی که در آن بازی کرده‌است می‌توان به باشگاه فوتبال لیمینگتون، باشگاه فوتبال نیوپورت کانتی، باشگاه فوتبال ساوت‌همپتون، باشگاه فوتبال کانتربوری سیتی، باشگاه فوتبال نانیتون تاون، و باشگاه فوتبال میلوال اشاره کرد.